# Kagoza
Kagoza är ett periodiskt vattendrag i Burundi.   Det ligger i provinsen Muyinga, i den norra delen av landet, 140 kilometer nordost om huvudstaden Bujumbura.
Omgivningarna runt Kagoza är en mosaik av jordbruksmark och naturlig växtlighet. Runt Kagoza är det tätbefolkat, med 266 invånare per kvadratkilometer.